# Bicaz
Bicaz (ungarsk: Békás) er en by i distriktet Neamț i Vest Moldavien, Rumænien beliggende i de Østlige Karpater nær sammenløbet af floderne  Bicaz og Bistrița og nær Bicaz-søen, en kunstig sø dannet af Bicaz-dæmningen på Bistrița-floden. Bicaz var indtil 1918  en grænseby. Byen har 6.106 (2021) indbyggere, og administrerer seks landsbyer: Capșa, Dodeni, Izvoru Alb, Izvoru Muntelui, Potoci og Secu.

## Turisme
Byen ligger i nærheden af to vigtige turistmål i Rumænien: Ceahlău-massivet (12 km mod nord) og Nationalparken Cheile Bicazului-Hășmaș og Bicazkløften (25 km mod vest). Den imponerende Bicaz-dæmning, der blev bygget på floden Bistrița i 1950'erne (en af de største i Rumænien) og den deraf opståede Bicaz-søen er også populære turistattraktioner. Durău, det eneste skisportssted i Ceahlău-massivet, ligger ca. 30 km mod nord.

## Galleri
- Den 127 meter høje Bicaz Dæmningen blev bygget mellem  1950 og 1960 over Bistrița-floden
- Dæmningen om natten
- Bicazkløften, et smalt pas, der forbinder de historiske regioner Moldavien og Transsylvanien langs nationalvejen DN12C